# Блейхман, Иосиф Соломонович
Иосиф Соломонович  (Иосель Хонон) Блейхман, псевдонимы – Н. Солнцев, Старый (1874 или 1868, Видзы Новоалександровского уезда Ковенской губернии – 1921, Москва) — российский анархист, революционер.

## Биография
Работал сапожником, жестянщиком. С 1897 года участвовал в революционном движении, вскоре эмигрировал в США, где в 1904 году стал анархистом-коммунистом. 
В 1906 году вернулся в Российскую империю и организовал анархистскую группу в Двинске. До сентября 1913 года занимался революционной деятельностью в Двинске, затем по июль 1914 он занимался пропагандой анархизма в профессиональных союзах портных, булочников, кожевенников в Санкт-Петербурге. В июле 1914 года, во время рабочих волнений, он был арестован и сослан в Сибирь, но бежал и перешел на нелегальное положение.
Принял участие в Февральской революции 1917 года, стал секретарем Петроградской федерации анархистов-коммунистов, редактором ее журнала «Коммуна», депутатом Петроградского совета рабочих и солдатских депутатов и Кронштадтского совета.
Во время Апрельского кризиса Временного правительства участвовал в организации демонстраций с лозунгами, призывающими к свержению Временного правительства и немедленному прекращению войны. В своих статьях в мае 1917 года призывал к социализации промышленных предприятий, экспроприации помещичьей земли и организации коммун. 15 (28) июня 1917 года Блейхман возглавил группу анархистов, захватившую типографию и редакцию газеты «Русская воля», а 18 июня (1 июля) организовал демонстрацию у тюрьмы «Кресты» и добился освобождения арестованных за антивоенную пропаганду большевиков и анархистов. Во время июльского кризиса 1917 года вел агитацию за вооруженное выступление против Временного правительства в 1-м пулемётном полку, участвовал в вооруженной демонстрации. После этого был объявлен в розыск и перешел на нелегальное положение.
Принял участие в Октябрьской революции, с 28 октября (10 ноября) 1917 года был членом Петроградского военно-революционного комитета. С ноябре 1917 года по 1919 год был секретарем Петроградской федерации анархических групп.
В марте 1918 года участвовал в Собрании уполномоченных фабрик и заводов Петрограда и в знак протеста против решения этого собрания о проведении совещания с представителями власти заявил о выходе из его состава. В том же месяце добровольно вступил в РККА.
В ноябре 1918 года был арестован и затем приговорен Президиумом Петроградской чрезвычайной комиссии к принудительным работам в Вологодской губернии.
В 1919–1920 годах выступал на беспартийных конференциях в Москве с критикой большевиков, в 1920 году был  сотрудником Московского губернского совета профсоюзов.
В октябре 1920 годы вновь был арестован, по обвинению в связях с махновцами, и вновь был сослан в Вологодскую губернию для работы на лесозаготовках. Но он заболел туберкулезом и ему было позволено вернуться в Москву, где он вскоре умер.